# Hadrián z Římsů
Hadrián z Římsů je jedna z nejúspěšnějších divadelních her Václava Klimenta Klicpery. Její první verze, která se ovšem nezachovala, vznikla roku 1817 a nejspíše se jednalo pouze o frašku malého rozsahu. Autor hru znovu přepracoval v roce 1821, kdy jí dal podobu, v jaké ji známe dnes.

## Historie
V době jeho začátků byly velice rozšířeny veselohry německého střihu, které se snažily pouze rozesmát diváka a používaly k tomu dosti obhroublé a primitivní prostředky. Takové hry Klicpera kritizoval a zároveň přicházel se svým novým pojetím. Klicperova veselohra se snaží s vtipem kritizovat, útočit, ale také vychovávat a poučovat.
Takovouto veselohrou je i Hadrián z Římsů, kde se Klicpera vysmívá především feudálnímu světu statečných rytířů, jenž byl v té době opěvován a vyzdvihován mnoha divadelními hrami (přitom i Klicpera sám psal takovéto rytířské hry, takže Hadriánem z Římsů paroduje i mnohá vlastní díla).
Zápletka hry je vystavena na tzv. „kuklení“, tedy záměně osob. Je známo, že tuto formu používal autor až příliš často a v příliš mnoha hrách (především veselohrách), kterým jistá šablonovitost děje tím způsobená dosti uškodila. U této hry však kuklení použil velmi dovedně a rafinovaně. Nejde zde totiž o klasickou záměnu dvou osob, ale vyskytují se zde celkem tři Hadriánové, z nichž paradoxně ten skutečný se jeví být nejméně důvěryhodným. Tento třetí Hadrián zde také plní úlohu deus ex machina, což je také prvek, který se u veseloher tohoto autora vyskytoval až příliš často.
Postavy ve hře dokázal Klicpera vykreslit bravurně. V některých jeho charakterech můžeme poznat jejich předobrazy z komedie dell'arte. Hlavní hrdina Soběbor je lstivý a mazaný jako Harlekýn, ústřední dvojice milenců Želmír a Růměna pak připomínají Pierota s Kolombínou.
Na postavách je také vidět výsměch rytířskému světu. Všechny věkem staré postavy představují skomírající feudalismus a všechny jsou k smíchu. Hadrián je neduživý a churavějící ubožák, který neustále potřebuje bylinkové odvary a jiné léky na svoje nemoci. Vysloužilý žoldnéř Srpoš je zase neotesanec hledící si jen svého korbele a rytíř Světislav, pán Čelákovského hradu, se sestrou Jenovéfou na tom nejsou o moc lépe. Mladí jsou však již jiní. Nemají potřebu dodržovat feudální zvyky a tradice (například Růměna si chce vzít obyčejného chasníka, do kterého se zamilovala, což je pro jejího otce, Světislava, nepřípustné).
Hadrián z Římsů se již dočkal mnoha divadelních nastudování a je to jedna z mála Klicperových her, které se dají hrát i dnes.

## Postavy
- Rytíř Světislav, Čelakovský pán, 60 let
- Jenovéfa, jeho svobodná sestra, 40 let
- Ruměna, jeho dcera, 18 let
- Želmír, mládenec, nápadník Ruměnin
- Soběbor, mládenec, přítel Želmírův
- Hadrián z Římsů, syn Světislavova přítele Kiliána Blyskota, 32 let
- Lepohlav, Světislavův zbrojnoš
- Jehoň, Hadriánův zbrojnoš
- Srpoš, žoldnéř vydávající se za Hadriána
- Duch
- žoldnéři, lovci

## Děj
Děj se odehrává na hradě Čelakově v roce 1329. Na hradě žije hradní pán Světislav, jehož dceru Ruměnu miluje vesnický chasník Želmír. Otec však Ruměnu před lety zaslíbil bohatému rytíři Kiliánovi Blyskotovi z Římsů pro jeho syna Hadriána. Nyní má Hadrián přijet na námluvy a Želmír se kvůli tomu velmi trápí. Jeho přítel, vychytralý Soběbor, se rozhodne překazit plány rytíře Světislava. Přesvědčí potulného žoldnéře Srpoše, aby přijel na hrad, kde již očekávají ženicha, a vydával se za Hadriána. Když pak dorazí pravý Hadrián, neduživý a zchátralý starý mládenec, rytíř Světislav ho pokládá za podvodníka a vsadí ho do věže. Zde Hadriána navštíví mazaný chasník Soběbor, přestrojený za ducha Hadriánova praděda, a varuje jej před sňatkem s Ruměnou. Když se pak žoldnéř Srpoš opije, nechtě se prozradí a za Hadriána se začne vydávat Soběbor. Druhého dne se vypraví rytíř Světislav na lov, ale dostane se do nebezpečí, z něhož mu pomůže odvážný Želmír. Aby se mu odvděčil za záchranu života, dá mu Světislav Ruměnu za ženu. Pravý Hadrián se zasnoubí s Ruměninou tetou, zbožnou starou pannou Jenovéfou, která se stane jeho opatrovnicí.

## Vydání
- první vydání: Hádrián z Řjmsů : rytjřská hra w čtweru gednánj. Druhého swazku Diwadla Klicperowa báseň třetj W Hradcy Králowé : Jan Frant. Pospjssil, 1822
- poslední vydání: Hadrián z Římsů a jiné veselohry, k vydání připravili Vladimír Justl, Jiří Opelík, a Rudolf Skřeček, Praha : Odeon, 1966

## Rozhlasová adaptace
- 1953 Československý rozhlas, v roli Srpoše Vlasta Burian, který zde též zpíval písně Za krále Jana a Chaloupka s paloukem od Jiřího Berkovce a Jiřího Aplta[2]
- 1972 Československý rozhlas, hudba: Jiří Váchal, dramaturg: Jaromír Ptáček, režie: Miloslav Jareš. Hrají: Rytíř Světislav, pán na Čelakově (František Hanus), Jenovefa, jeho svobodná sestra (Jaroslava Drmlová), Ruměna, jeho dcera (Drahomíra Fialková), Želmír (Milan Friedl), Soběbor (Jaromír Spal), Hadrián z Římsů (Luděk Kopřiva), Lepohlav, Světislavův zbrojnoš (Rudolf Široký), Jehoň, Hadriánův zbrojnoš (Josef Větrovec) a Srpoš, žoldnéř (Svatopluk Skládal).[3]
- 1994 Český rozhlas, úprava: Jarmila Konrádová, hudba: Jan F. Fischer, scénář: Jiří Fuhrman, hudební režie: Jiří Váchal, mistr zvuku: Jiří Furman, záznam a střih: Markéta Košťáková, produkce: Milena Andrejsková, stereoscénář: Jiří Fuhrman, dramaturgie: Jana Weberová, režie: Jaromír Pleskot. Hrají: rytíř Světislav, pán na Čelakově (Ilja Racek), Jenovéfa, jeho sestra (Simona Stašová), Ruměna, jeho dcera (Lucie Juřičková), Hadrián z Římsů (Oldřich Vízner), Soběbor, přítel Želmíra (Ivan Trojan), Srpoš, falešný Hadrinán (Zdeněk Žák), Želmír, syn Myslimíra (Jiří Langmajer), zbrojnoš Jehoň (Antonín Molčík), sluha a žalářník Lepohlav (Miroslav Táborský), vypravěč a ohlášení (Ota Nutz).[4]